# Georg Heinrich von Langsdorff
Georg Heinrich von Langsdorff o Georg Heinrich Freiherr von Langsdorff (en ruso, Grigori Ivanovitch Langsdorff, barón de Langsdorff); (Wollstein, Alemania, 8 de abril de 1774 - Freiburg, 29 de junio de 1852) fue un aristócrata prusiano, médico, político y naturalista. Vivió en Rusia y es conocido por su nombre ruso de, Grigori Ivanovitch. Fue miembro correspondiente de la Academia Imperial Rusa de Ciencias y un respetado físico, graduado en medicina e historia natural por la Universidad de Göttingen, Alemania.

## Semblanza
Entre 1803 y 1805, Langsdorff participó como naturalista y médico en la mayor expedición rusa que circunnavegó el globo, comandada por Ivan Fedorovich Kruzenshtern (1770-1846). Dejó la expedición en Kamchatka y exploró las islas Aleutianas, Kodiak y Sitka hasta alcanzar San Francisco, desde donde regresó en barco a Siberia y desde allí, por tierra, hasta San Petersburgo, a donde llegó en 1808.
En 1813 fue nombrado «Cónsul General de Rusia» en Río de Janeiro. Al norte de Río de Janeiro adquirió una granja a la que puso de nombre Mandioca, en la que reunió plantas, animales y minerales. En la finca hospedó a naturalistas y científicos como Johann Baptist von Spix (1781-1826) y Carl Friedrich Philipp von Martius (1794-1868). Entre 1813 y 1820, estudió la flora, la fauna y la geografía del estado de Minas Gerais junto al  naturalista francés Augustin Saint-Hilaire (1779-1853).

## La expedición Langsdorff

Carta de diferentes itinerarios seguidos por los miembros de la expedición Langsdorff.

En 1821 le propuso al zar Alejandro I y a la Academia de Ciencias dirigir una ambiciosa expedición exploratoria y científica desde São Paulo a Pará, en el Amazonas, vía fluvial. En marzo de 1822, volvió a Río en compañía de los científicos Édouard Ménétries (1802-1861), Ludwig Riedel (1761-1861), Christian Hasse y Nester Gaverilovitch Rubtsov (1799-1874), que participarían en la expedición para hacer observaciones zoológicas, botánicas, astronómicas y cartográficas. Sumó a la expedición a los pintores-dibujantes Hércules Florence (1804-1879), Mauricio Rugendas (1802-1858) y Adrien Aimé Taunay (1803-1828) para ilustrar y documentar la exploración.  
Después de grandes prepararativos, el 22 de junio de 1826 salió de Porto Feliz la expedición de Langsdorff, compuesta por 7 barcos y 40 personas. Avanzaron por el río Tietê hasta llegar a Cuiabá, en Mato Grosso, el 30 de enero de 1827. Allí se formaron dos grupos. El grupo de Langsdorff y Florence pudo alcanzar Santarém, en el río de Amazonas, el 1 de julio de 1828, no sin pasar dificultades y sufrimiento enormes. La mayor parte de los miembros de la expedición enfermaron de fiebres tropicales (lo más probable fiebre amarilla), incluido el propio barón. Por el río Juruena en mayo de 1828, Langsdorff, quedó trastornado a consecuencia de los ataques febriles; Adrien Taunay murió ahogado en el río Guaporé; y Rugendas abandonó la expedición antes de su fase fluvial. Solamente Florence permaneció durante toda la expedición. Partieron de Belém y regresaron por barco a Río de Janeiro, llegando el 13 de marzo de 1829. Habían pasado casi tres años y recorrido cerca de 6.000 kilómetros.
Los resultados científicos de la expedición fueron muy buenos, plasmados en documentos que contenían numerosas descripciones y descubrimientos en zoología, botánica, mineralogía, medicina, lingüística y etnografía. Esos documentos estuvieron perdidos durante un siglo en instituciones de Moscú y de Leningrado, hasta 1930. Debido a las dificultades del recorrido, el equipo de Langsdorff no pudo capturar y recoger muchos especímenes biológicos o estudiarlos detalladamente. La mayor parte de sus investigaciones fueron geográficas y etnográficas, especialmente interesante sobre tribus indígenas de Brasil, hoy desaparecidas. Gran parte del material se ha recuperado y una parte está expuesta en San Petersburgo, en el Museo de Etnografía y en el Museo de Zoología, y otras muestras están depositadas en la Academia de Ciencias de San Petersburgo, actualmente en Moscú.
En 1830, Langsdorff regresó a Europa. Murió de tifus en Friburgo de Brisgovia, Alemania, en 1852.

## Obra
1. 1812. Bemerkungen auf einer Reise um die Welt in den Jahren 1803 bis 1807. Ed. Frankfurt am Main, F. Wilmans, 1812. Göttingenn Librería Digital (enlace roto disponible en Internet Archive; véase el historial, la primera versión y la última).
2. 1813. Voyages and Travels in Various Parts of the World, during the Years 1803, 1804, 1805, 1806, and 1807. Ilustrado con grabados de dibujos originales. Londres: impreso Henry Colburn & Sold × George Goldie, Edinburgo; y John Cumming, Dublin
3. Os Diários de Langsdorff. Traducc. al portugués. Vol. 1 (Rio de Janeiro y Minas Gerais, 8 de mayo de 1824 a 17 de febrero de 1825), Vol. 2 (São Paulo, de 1825 a 22 de noviembre de 1826), Vol. 3 (Mato Grosso y Amazônia, 21 de noviembre de 1826 a 20 de mayo de 1828). Organizado por Danuzio Gil Bernardino da Silva. ISBN 85-86515-02-7. 1997. 400 pp. (vol. 1); ISBN 85-86515-03-5. 1997. 333 pp. (vol. 2); ISBN 85-86515-04-3. 1998. 298 pp. (vol. 3). il. Coeditado con Associação Internacional de Estudos Langsdorff y Casa de Oswaldo Cruz, Rio de Janeiro
4. Voyages and travels in various parts of the world, during the years 1803, 1804, 1805, 1806, 1807. Ed. London, H. Colburn; [etc.] 1813-14
5. --; Victoria Joan Moessner; Richard A Pierce. Remarks and observations on a voyage around the world from 1803 to 1807. Ed. Kingston, Ont.: Limestone Press, 1993
6. Richard A Pierce; Nikolaĭ Petrovich Rezanov; Nikolaĭ Aleksandrovich Khvostov; --. Rezanov reconnoiters California, 1806; nueva traducción de la correspondencia de Razanov, partes al teniente Khvostov en la nave Juno, y las observaciones del Dr. Georg von Langsdorff. Ed. San Francisco, Book Club of California, 1972
7. --; Danuzio Gil Bernardino da Silva; Boris Nikolaevich Komissarov. Os diários de Langsdorff. Editorial: Campinas, SP, Brasil: Associação Internacional de Estudos Langsdorff; Rio de Janeiro, RJ, Brasil: Casa de Oswaldo Cruz: Editora Fiocruz, 1997-1998.
8. --; Maria de Fátima G. Costa; G. H. von Langsdorff; Pablo Diener Ojeda. Viajando nos bastidores: documentos de viagem da expedicao. Editorial: Cuiabá, MT : ED UFMT, ©1995.
9. Voyages and travels in various parts of the world during the years 1803, 1804, 1805, 1806, 1807. Ed. Carlisle [Pa.]. Impreso por George Philips, 1817
10. Voyages and travels in various parts of the world during the years. Editorial: Ámsterdam, N. Israel; New York, Da Capo Press, 1968
11. --; W.G.Tilesius von T; Alexander Orloffsky; Herrmann von Friederici; Robert B Honeyman. Langsdorff/Rezanov expedition drawings. Ed. 1803-1810.
12. Herbert Scurla; Georg Forster; --; Adelbert von Chamisso; Ferdinand von Hochstetter. Auf Kreuzfahrt durch die Sud̈see : Berichte deutscher Reisender aus dem 18. und 19. Jahrhundert über die ozeanische Inselwelt. Editorial: Berlín : Verlag der Nation, 1977.
13. --; D.E. Bertelʹs; Boris Nikolaevich Komissarov; Tamara Ivanovna Lysenko. Materialien der Brasilien-Expedition 1821-1829 des Akademiemitgliedes, Georg Heinrich Freiherr von Langsdorff (Grigorij Ivanovič Langsdorff): vollständige wissenschaftliche Beschreibung. Editorial: Berlín : D. Reimer, 1979
14. --. D.E. Bertelʹs; L A Shur. Materialy ėkspedit︠s︡ii akademika Grigorii︠a︡ Ivanovicha Langsdorfa v Brazilii︠u︡ v 1821-1829 gg. Nauch. opisanie. Editorial: Leningrad, Naúka, Leningr. otd-nie, 1973
15. --; D.E. Bertelʹs; Boris Nikolaevich Komissarov; Tamara Ivanovna Lysenko; L A Shur. Expedición Científica de G.I.Langsdorff al Brasil, 1821-1829 : catálogo completo de material existente en archivos de la Unión Soviética. Ed. Brasília : Ministério da Educaçao e Cultura, Secretaria do Patrimônio Histórico e Artístico Nacional, Fundaçao Nacional Pró-Memória, 1981
16. --; D E Bertelʹs; Boris Nikolaevich Komissarov; Tamara Ivanovna Lycenko; L A Shur. A expediçao científica de G.I. Langsdorff ao Brasil, 1821-1829 : catálogo completo do material existente nos archivos da Uniao Soviética. Editorial: Brasília : Ministério da Educaçao e Cultura, Secretaria do Patrimônio Histórico e Artístico Nacional, Fundaçao Nacional Pró-Memória, 1981.
17. Herbert Scurla; Engelbert Kaempfer; --; Philipp Franz von Siebold. Reisen in Nippon; Berichte deutscher Forscher des 17. und 19. Jahrhunderts aus Japan. Ed. Berlín, Verlag der Nation [1968]
18. Wilhelm Harnisch; Ivan Fedorovich Kruzenshtern; --; Vasiliĭ Mikhaĭlovich Golovnin; Samuel Hearne. Reise um die Erde: gemacht von A.J. von Krusenstern und G. H. von Langsdorff: nebst Golownin's Gefangenschaft in Japan; und Samuel Hearne's Reise von dem Hudsonsbusen bis zum nördlichen Polmeere. Ed. Wien: Bey Kaulfuss und Krammer, 1827
19. --; Ivan Fedorovich Kruzenshtern; F. E. L. Fischer. Plantes recueilles pendant le voyage des Russes autour du monde : expédition dirigée par M. de Krusenstern. Ed. Tubingue : Chez J.G. Cotta, 1810
20. Bemerkungen auf einer Reise um die Welt in den Jahren 1803 bis 1807. Ed. Frankfurt am Mann, F. Wilmans, 1812
21. Īvan Petrovitch Korukin; --; Ivan Fedorovich Kruzenshtern. Vistas colectadas por G.H. von Langsdorff durante la expedición alrededor del mundo de 1803 a 1807. Ed. 1803-1807
22. Engelbert Kaempfer; --; Philipp Franz von Siebold; Herbert Scurla. Reisen in Nippon : Berichte deutscher Forscher des 17. und 19. Jahrhunderts aus Japan. Ed. Berlín, Verlag der Nation, 1976
23. Voyages and travels in various parts of the world during the years 1803, 1804, 1805, 1806, and 1807. Ed. New Haven, Conn. : Human Relations Area Files, [197-?]
24. Luiz Emygdio de Mello Filho; --; Johann Moritz Rugendas; Aimé Adrien Taunay; Hércules Florence. Expedición al Brasil: 1821-1829. Ed. Rio de Janeiro: Alumbramento, 1998
25. 1821. Bemerkungen über Brasilien. Mit gewissenhafter belehrung für auswandernde Deutsche. Ed. Heidelberg, K. Groos, 1821
26. Announcing a new & corrected English edition of Langsdorff's Narrative of the Rezanov voyage to Nueva California in 1806. Ed. San Francisco, Calif. : The Private Press of T.C. Russell, 1927
27. --; Oliveira Lima. Memoria sobre Brasil, para servir de guía a quienes deseasen establecerse. Ed. Paris : De l'Imprimerie de Denugon, 1820
28. Reis rondom de wereld, in de jaren 1803 tot 1807. Ed. Ámsterdam, J. C. von Kesteren, 1818-1819
29. Bemerkungen auf einer Reise um die Welt in den Jahren 1803 bis 1807; mit. Kupfern. Ed. Frankfurt am Mayn: Wilmans, 1812
30. Tricking fair in love a farce in two acts. G H von Langsdorff; Covent Garden Theatre.; Henry E. Huntington Library and Art Gallery. Editorial: 1814
31. Come and see an afterpiece in 2 acts. --; James Winston; Haymarket Theatre (Londres); Henry E. Huntington Library & Art Gallery. Editorial: 1814
32. 1812. Kupfer zu G. H. v. Langdorffs Bemerkungen auf einer Reise um die Welt: nebst ausführlicher Erklärung. Ed. [Frankfurt am Mayn : Im Verlag bey Friedrich Wilmans, 1812]
33. De Porto Feliz a Cuyabá (diario de viaje de un naturalista de la expedición a bordo de Langsdorff en 1826 e 1827). Hercules Florence; Alfredo de Excragnolle Taunay; --. Ed. São Paulo : "Diario official", 1929
34. Synopsis methodica fungorum : Sistens enumerationem omnium huc usque detectarum specierum, cum brevibus descriptionibus nec non synonymis et observationibus selectis. --; D G H Lünemann; Christiaan Hendrik Persoon. Ed. Gottingae : Dieterich, 1808
35. Das Ganze des Spiritualismus : in 18 Lehrstunden : nebst einigen, aus dem Jenseits beantworteten Fragen. --. Ed Leipzig : W. Besser, 1898
36. Voyages and travels in various parts of the world during the years 1803-7. --. Editorial: Londres, 1813-1814
37. Zur einführung in das studium des magnetismus, hypnotismus, spiritualismus nebst kritik von drei broschüren von. G H von Langsdorff. Ed. Berlín, Karl Siegismund, 1889
38. --. Um die Welt. -; Jakob Gatz. Editorial: Wien, A. Doll'sche Buchhandlung, 1816
39. Kupfer zu G.H. v. Langsdorffs Bemerkungen auf einer Reise um die Welt. --. Ed. S.l. : s.n., 181-?
40. --Um die Welt. K H Gutmann; G H von Langsdorff; F Cosandier. Editorial: Wien : In der Anton Doll'schen Buchhandlung, 1816
41. 1807. Bemerkungen auf einer Reise um die Welt im Jahren 1803 bis 1807. Editorial: Frankfort am Mayn: Friedrich Wilmans, 1812

- --; Robert B Honeyman; W. G. Tilesius von T.; Alexander Orloffsky; Herrmann von Friederici. Benutzte Zeichnungen zu Langsdorffs Reise. Editorial: 1803-1810

## Honores

### Eponimia
- (Arecaceae) Langsdorffia Raddi[2]

Especies (249 registros)
- (Euphorbiaceae) Argythamnia langsdorffii Kuntze[3]
- La abreviatura «Langsd.» se emplea para indicar a Georg Heinrich von Langsdorff como autoridad en la descripción y clasificación científica de los vegetales.[4]